# Les Routes de Kiarostami
Pour les articles homonymes, voir Kiarostami.
Pour plus de détails, voir Fiche technique et Distribution.
Les Routes de Kiarostami (en persan : جاده‌های کیارستمی, Jādeh hā-ye Kiārostami) est un court métrage documentaire iranien écrit et réalisé par Abbas Kiarostami, sorti en 2005.

## Fiche technique
- Titre : Les Routes de Kiarostami
- Titre original : جاده‌های کیارستمی (Jādeh hā-ye Kiārostami)
- Réalisation et scénario : Abbas Kiarostami
- Durée : 32 minutes
- Genre : court métrage documentaire
- Format : couleur - Son : stéréo
- Date de sortie : Iran : 2005